# Finley (Washington)
Pour les articles homonymes, voir Finley.
Finley  est une census-designated place américaine de l'État de Washington dans le comté de Benton. 
La population était de 6 012 habitants en 2010.